# Ján Ferenčák
Ján Ferenčák (* 30. června 1974) je slovenský politik, od roku 2020 poslanec NR SR za HLAS-SD.
V parlamentních volbách v roce 2020 kandidoval na kandidátní listině strany SMER-SD na funkci poslance Národní rady. Získal 2 679 preferenčních hlasů a byl zvolen poslancem. V roce 2020 však stranu opustil a v září 2020 stál u založení strany HLAS-SD jako jeden z jejích poslanců. V parlamentních volbách v roce 2023 kandidoval již na kandidátní listině HLASu-SD, bydlištěm se uváděl v Kežmarku. Získal 4 894 a mandát poslance tak obhájil. V evropských volbách v roce 2024 kandidoval na 3. místě kandidátní listiny HLASu-SD, ale nebyl zvolen.
V roce 2024 spolu s Samuelem Migaľem, Radomírem Šalitrošem a Romanem Malatincem odmítl podpořit některé zákony prosazované vládou, jejíž součástí byla i strana HLAS-SD, za níž byl Ferenčák zvolen. Médii byl tak označen za rebelujícího poslance. Na rozdíl od výše jmenovaných kolegů však v poslaneckém klubu nakonec HLASu-SD setrval (zůstal i jako její člen). V červnu 2025 nicméně skončil v předsednictvu strany, přičemž na sjezdu konaném téhož měsíce strany kritizoval poměry v ní.